# 文岑
文岑是德国下萨克森州的一个市镇。总面积4.16平方公里，总人口399人，其中男性200人，女性199人（2011年12月31日），人口密度96人/平方公里。